# Tarāwīh

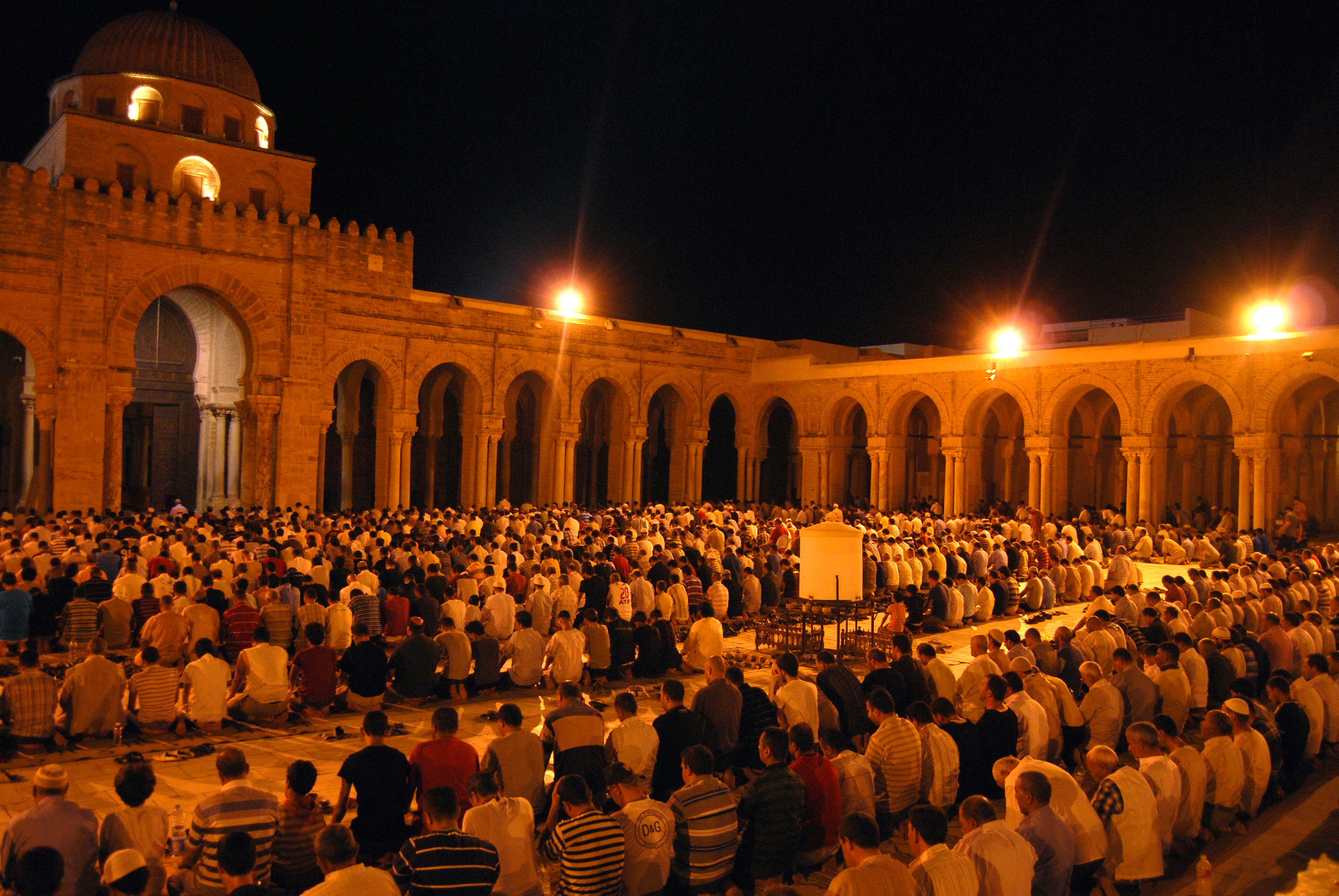
Tarawih-Gebet in der Großen Moschee von Kairouan 2012

Tarāwīh (arabisch تراويح, DMG tarāwīḥ, beziehungsweise Salāt at-Tarāwīh) ist die arabische Bezeichnung für die islamischen Gebete, die von den Muslimen im Monat Ramadan täglich nach dem Nachtgebet (صلاة العشاء / ṣalāt al-ʿišāʾ) vollzogen werden und einen wichtigen rituellen Bestandteil des Fastenmonats bilden. Über die täglichen Gebetseinheiten der Tarāwīh wird innerhalb des islamischen Monats Ramadan der gesamte Koran rezitiert. So ist jedem Muslim möglich, der am Tarāwīḥ-Gebet teilnimmt, den kompletten Koran innerhalb des Monats Ramadan zu hören.
Tarāwīḥ ist die  Pluralform des arabischen Worts tarwīḥa, was übersetzt „Erholung“, „Erquickung“ oder „Pause“ bedeutet. Der Begriff verweist auf die Erholungsphasen zwischen den jeweiligen Gebetsabschnitten.

## Grundlagen
Zwar soll Mohammed bereits die Tarāwīh-Gebete verrichtet haben, doch wird ihm nachgesagt, dass er es abgelehnt habe, sie zur Pflicht zu machen. Als derjenige, der sie in das religiöse Leben des Islams einführte, gilt der zweite Kalif Umar ibn al-Chattab. Umar empfahl, die Tarāwīh-Gebete in der ersten Hälfte der Nacht von Vorbetern angeleitet zu zelebrieren.
Da die Tarāwīh-Gebete nicht auf den Propheten zurückgehen, werden sie von der Zwölfer-Schia als inakzeptable Neuerung abgelehnt. Die Sunniten sehen diese Gebete nicht als Pflicht (Fard) an, ordnen sie aber der Kategorie der empfohlenen Handlungen (Mandūb, Sunna) zu. Ebenfalls als empfohlen gilt es, die Tarāwīh-Gebete gemeinsam in der Moschee zu verrichten, aber die Verrichtung zu Hause im Kreise der Familienangehörigen ist ebenfalls zulässig.

## Ablauf
Die Tarāwīh-Gebete werden bereits in der Nacht zum ersten Ramadan durchgeführt. Zur Anzahl der Rakʿas bei den Tarāwīh-Gebeten liegt keine sichere Überlieferung vom Propheten vor. Aus diesem Grund variiert die Aufteilung des Gebets je nach Rechtsschule und Rezitationsstil des Imams. Drei der vier sunnitischen Rechtsschulen empfehlen 20 Rakʿas, die Malikiten dagegen 36. Normale muslimische Tagesgebete bestehen dagegen nur aus zwei bis vier Rakʿas. Die Zwölferschiiten empfehlen alternativ maximal 1000 Rak'at ohne feste Form über den gesamten Ramadan verteilt, die aber auch hier freiwillig sind.
Zwei Rakʿas werden bei den Tarāwīh-Gebeten als eine taslīma bezeichnet. Jeder Taslīma geht eine Absichtserklärung voran: uṣallī sunnata t-tarāwīḥi rakʿataini imāman (od. maʾmūman) li-Llāhi taʿālā, Allāhu akbar („Ich bete jetzt das empfohlene tarāwīh-Gebet, das aus zwei Rakʿas besteht, als Vorbeter bzw. dem Vorbeter folgend, zu Gott, erhaben ist er. Gott ist groß“). Nach zwei Taslīmas erfolgen jeweils Erholungsphasen, nach denen die Tarāwīh-Gebete auch benannt sind. Zwischen die beiden Taslīmas werden jeweils noch verschiedene Zusatzgebete und Lobpreisungen auf Mohammed, die rechtgeleiteten Kalifen und die Prophetengefährten eingeschoben. Die Dauer der Gebete beträgt insgesamt bis zu 90 Minuten, je nach der Schnelligkeit der Rezitation. Auf die Tarāwīh-Gebete folgen in vielen Moscheen die ebenfalls als empfehlenswert eingestuften Witr-Gebete, an denen üblicherweise aber nur noch sehr wenige Muslime teilnehmen.
Heute werden die Tarāwīh-Gebete aus Mekka auch live im Fernsehen mit englischen und französischen Simultanübersetzungen übertragen.